# Agnes de Burgundia (995–1068)
Agnes de Burgundia (în franceză Agnes de Mâcon; n.c. 995, Burgundia – d. 9 sau 10 noiembrie 1068, Saintes) a aparținut Casei de Ivrea. Ea a devenit în 1019 contesă de Poitou și ducesă de Aquitania prin prima căsătorie și contesă de Anjou în 1040 prin cea de-a doua căsătorie.

## Biografie

### Originea
Agnes a fost fiica cea mai mică a contelui de Burgundia, Otto Wilhelm și Ermentrude de Roucy (d. 1004), o fiică a contelui Raimund de Roucy.

### Căsătoria cu Wilhelm al V-lea de Aquitania și descendenții
Ambițioasă din punct de vedere politic, Agnes s-a căsătorit în 1019 cu ducele Wilhelm al V-lea al Aquitaniei și conte de Poitou ca Wilhelm al III-lea, în vârstă de 50 de ani.
Din această căsătorie au rezultat trei copii:
- Peter Wilhelm (n. 1023 – d. 1058), supranumit Vulturul (în franceză Guillaume l'Aigle), duce al Aquitaniei ca Wilhelm al VII-lea și conte de Poitiers ca Wilhelm al V-lea (1039–1058);
- Guido Gottfried (n.c. 1025 – d. 1086), duce al Aquitaniei ca Wilhelm al VIII-lea și conte de Poitiers ca Wilhelm al VI-lea (1058–1086);
- Agnes de Poitou (n.c. 1025 – d. 1077), căsătorită în 1043 cu Henric al III-lea (n. 1017 – d. 1056), duce al Bavariei, duce al Suabiei, rege al Burgundiei, (co-)rege al Sfântului Imperiu Roman din 1028, rege (din 1039) și împărat romano-german (1046–1056).[8]

Agnes a încercat zadarnic să-și convingă soțul să-l desemneze moștenitor pe fiul lor cel mare în locul fiului său cel mare din prima căsătorie, Wilhelm al VI-lea al Aquitaniei. În 1029 soțul ei a dat totuși guvernarea fiului său cel mare din prima căsătorie și s-a retras la Abația Maillezais unde a murit pe 31 ianuarie 1030.

### Căsătoria cu Gottfried Martel și conflictele cu fiii vitregi
Agnes rămăsese văduvă cu trei copii mici, în timp ce fiul vitreg, în vârstă de 26 de ani, preferatul tatălui său, devenise duce de Aquitania sub numele Wilhelm al VI-lea și conte de Poitou sub numele Wilhelm al IV-lea. Fără scrupule, Agnes a încercat să nu piardă complet puterea și să-i aducă la guvernare pe fiii ei. Pentru a-și consolida poziția, ea s-a căsătorit pe 1 ianuarie 1032 cu Gottfried al II-lea de Anjou (n.c. 1006), fiul puternicului conte Fulk al III-lea de Anjou. Căsătoria a avut loc în absența acestuia deoarece exista temerea că s-ar opune căsătoriei. Totuși Fulk al III-lea a acceptat decizia fiului său.
Gottfried Martel a trimis trupe să invadeze comitatul Poitou în 1033, fiind sprijinit de nobilii care o susțineau pe Agnes. Ducele Wilhelm al VI-lea de Aquitania a fost capturat în bătălia de la Mont-Couer pe 20 septembrie 1033 fiind eliberat abia la sfârșitul anului 1036 în schimbul unei răscumpărări considerabile. El a murit pe 15 decembrie 1038 fără urmași. Ducatul de Aquitania și comitatul Poitou au revenit apoi ducelui Odo al Gasconiei, fiul din cea de-a doua căsătorie a lui Wilhelm al V-lea. Acesta a murit pe al 10 martie 1039 într-o luptă împotriva lui Agnes și a celui de-al doilea soț al ei, Gottfried Martell, în apărarea stăpânirii posesiunilor strămoșești ale familiei sale, în timpul asediului Castelului Mauzé.

### Regența în Aquitania și Poitou
Astfel fiul cel mare al lui Agnes a devenit duce de Aquitania ca Wilhelm al VII-lea și conte de Poitou ca Wilhelm al V-lea, dar deoarece era prea tânăr pentru a prelua puterea, mama lui a devenit regentă și a guvernat pentru el între anii 1039 și 1044, aparent fără participarea soțului ei. Când tatăl soțului ei a murit în iunie 1040, acesta a preluat stăpânirea în Anjou ca Gottfried al II-lea, iar Agnes a devenit și contesă de Anjou. Pentru a păstra pacea în Aquitania și Poitou, ea a încercat să câștige de partea ei instituțiile ecleziastice importante de acolo, făcând donații abațiilor și în același timp susținând alegerea ca stareți a susținătorilor ei (de exemplu în Abația Saint-Jean-d'Angély și Abația La Trinité din Vendôme).
În 1044, după ce Agnes a predat guvernarea din Aquitania și Poitou, fiului ei cel mare, Wilhelm, ea a păstrat totuși o mare influență asupra administrării acestor teritorii. Wilhelm s-a căsătorit cu Ermesinde, a cărei origine nu este cunoscută. Pentru cel de-al doilea fiu al ei, Guido Gottfried, ea a aranjat o căsătorie cu Garsende de Périgord, o fiică a contelui Audebert al II-lea de Périgord, care aducea cu sine drepturile ereditare asupra Ducatului Gasconiei. Mai mult decât atât, la sfârșitul lunii noiembrie 1043 fiica ei cu același nume, Agnes, se căsătorise la Ingelheim cu regele romano-german Henric al III-lea.
După o scurtă ședere în Anjou, începând de la Crăciunul anului 1045 Agnes și soțul ei, Gottfried, s-au aflat împreună cu o suită numeroasă din Poitou și Anjou, la curtea lui Henric al III-lea din Goslar. Ei l-au însoțit apoi pe rege în campania sa în Italia unde pe 20 decembrie 1046 la Sinodul de la Sutri, a fost destituit papa Grigore al VI-lea și papa Silvestru al III-lea. La scurt timp după aceea a trebuit să demisioneze și papa Benedict al IX-lea, iar un confident al regelui a fost ales sub numele Clement al II-lea ca nou cap al bisericii. Agnes a participat la încoronarea lui Henric al III-lea ca împărat, ceremonia fiind oficiată de Clement al II-lea în aceeași zi în care acesta a fost devenit papă (Crăciunul anului 1046). Agnes și Gottfried au însoțit cuplul imperial la Mantua după care s-au întors în Anjou în 1047.
Împreună cu soțul ei, Agnes a fondat Abația Notre-Dame des Saintes. De asemenea, ea a făcut o importantă donație Abației La Trinité din Vendôme în 1040 și a ajutat finalizarea reconstrucției bazilicii Saint-Hilaire-le-Grand din Poitiers în 1049. Între 1047 și 1049 Agnes a fondat Abația Saint-Nicolas, în afara zidurilor orașului Poitiers. În 1050 a luat parte la inaugurarea bisericii Saint-Jean-d'Angély.

### Despărțirea de Gottfried Martel și sfârșitul vieții
Agnes nu a avut copii cu Gottfried Martel și s-a despărțit de el între 1049 și 1052, când alianța cu împăratul romano-german a luat sfârșit. Este posibil ca această separare să fi fost favorabilă reconcilierii din 1052 dintre Gottfried Martel și Henric I, regele Franței. Agnes s-a retras la Poitiers și a continuat să exercite o influență considerabilă asupra guvernării fiului ei cel mare, Wilhelm. În 1053 fostul ei soț, căsătorit din nou, a invadat Poitou și l-a învins pe Wilhelm. Agnes a pierdut puterea politică, iar Wilhelm a cârmuit independent, fără mama sa. În 1058 Wilhelm s-a confruntat într-un nou conflict militar cu Gottfried Martel, pe care l-a atacat probabil deoarece acesta acordase noii sale soții, Adelaida, domeniile primite de Agnes ca văduvă a ducelui Wilhelm al V-lea de Aquitania. Gottfried Martel a fost surprins de atac și de astă dată părea să piardă războiul când Wilhelm a murit de dizenterie în timpul asediului Castelului Saumur.
Guido Gottfried, cel de-al doilea fiu al lui Agnes, a succedat fratelui său devenind duce de Aquitania sub numele Wilhelm al VIII-lea și conte de Poitou sub numele Wilhelm al VI-lea. El a întreținut relații bune cu fostul său tată vitreg, Gottfried Martel, iar la sfârșitul anului 1058 a alungat-o pe Ermesinde, viitoarea soție adusă de mama sa, și s-a căsătorit cu Matilda (sau Mathéode) a cărei origine nu este cunoscută. În 1059 l-a destituit din funcția de arhiepiscop de Bordeaux pe Archambaud, consilierul mamei sale. Agnes s-a retras la Abația Notre-Dame des Saintes, dar a păstrat legătura cu Guido Gottfried.
În ciuda retragerii ei, Agnes a rămas totuși activă în ultimul deceniu al vieții, părăsind adesea abația (unde întreținea o curte proprie) și călătorind în comitatul Poitou pentru a participa la ceremonii de donație sau pentru a-și vizita fiul. Ea s-a folosit de susținerea fiicei ei, Agnes (fosta împărăteasă), pe lângă papă pentru ca acesta să acorde favoruri ctitoriilor ei. Astfel în 1062 fiica ei s-a adresat papei Alexandru al II-lea cu cererea de a plasa Abația Saint-Nicolas din Poitiers sub protecția Sfântului Scaun. Agnes a murit în noiembrie 1068 la Saintes și a fost înmormântată conform dorinței ei în Abația Saint-Nicolas din Poitiers. 